# Júzcar (kommun)
Júzcar är en kommun i Spanien.   Den ligger i provinsen Provincia de Málaga och regionen Andalusien, i den södra delen av landet, 400 km söder om huvudstaden Madrid. Antalet invånare är 243. Arean är 34 kvadratkilometer. Júzcar gränsar till Estepona, Jubrique, Faraján, Alpandeire, Ronda, Cartajima, Pujerra och Benahavís. 
Terrängen i Júzcar är huvudsakligen kuperad.